# Karl Vollmöller
Karl Vollmöller (Ilsfeld, 16 ottobre 1848 – Dresda, 8 luglio 1922) è stato un filologo tedesco.

## Biografia
Laureato all'Università di Tubinga, fu docente di filologia romanza all'università di Erlangen dal 1877 al 1881 e all'università di Gottinga dal 1881 al 1891, anno in cui si ritirò, stabilendosi a Dresda, dove continuò a pubblicare studi sulla materia.
Per il Kritischer Jahresbericht über die Fortschritte der romanischen Philologie curò le seguenti edizioni:
- Kürenberg und die Nibelungen (1874)
- Poema del Cid (1879)
- Spanische Funde (1890)
- Beiträge zur Litteratur der Cancioneros und Romanceros (1897)
- Rezensionsexemplar und bezahlte Rezension (1902).

Suo nipote Karl Gustav Vollmöller fu un celebre scrittore.